# ايرما سيرانو
إيرما سيرانو ، الملقبة بـ "لا تيغريسا" (9 ديسمبر 1933 - 1 مارس 2023)، هي مُغنية وممثلة وسياسية مكسيكية مثيرة للجدل.
سيرانو تنحدر من ولاية تشياباس. كانت في الستينيات والسبعينيات من القرن العشرين واحدة من أشهر نجوم السينما المكسيكية، وأدت العديد من الأدوار في المسلسلات التليفزيونية. عُرفت أيضًا بلقب عشيقة الرئيس غوستافو دياز أورداز.

## روابط خارجية
ايرما سيرانو على موقع IMDb (الإنجليزية)
- ايرما سيرانو على موقع ميوزك برينز (الإنجليزية)
- ايرما سيرانو على موقع أول ميوزيك (الإنجليزية)
- ايرما سيرانو على موقع ديسكوغز (الإنجليزية)
- ايرما سيرانو على موقع قاعدة بيانات الفيلم (الإنجليزية)
- ايرما سيرانو على موقع كينوبويسك (الروسية)